# Степь (Талалаевский район)
Степь (укр. Степ) — село в Талалаевском районе Черниговской области Украины. Население — 21 человек. Занимает площадь 0,188 км².
Код КОАТУУ: 7425384504. Почтовый индекс: 17241. Телефонный код: +380 4634.

## Власть
Орган местного самоуправления — Украинский сельский совет. Почтовый адрес: 17230, Черниговская обл., Талалаевский р-н, с. Украинское, ул. Независимости, 1.

## История
В 1859 году на владельческом хуторе Степь был 1 двор где проживало 3 человека (1 мужского и 2 женского пола).